# دریاچه پیرامید (نوادا)

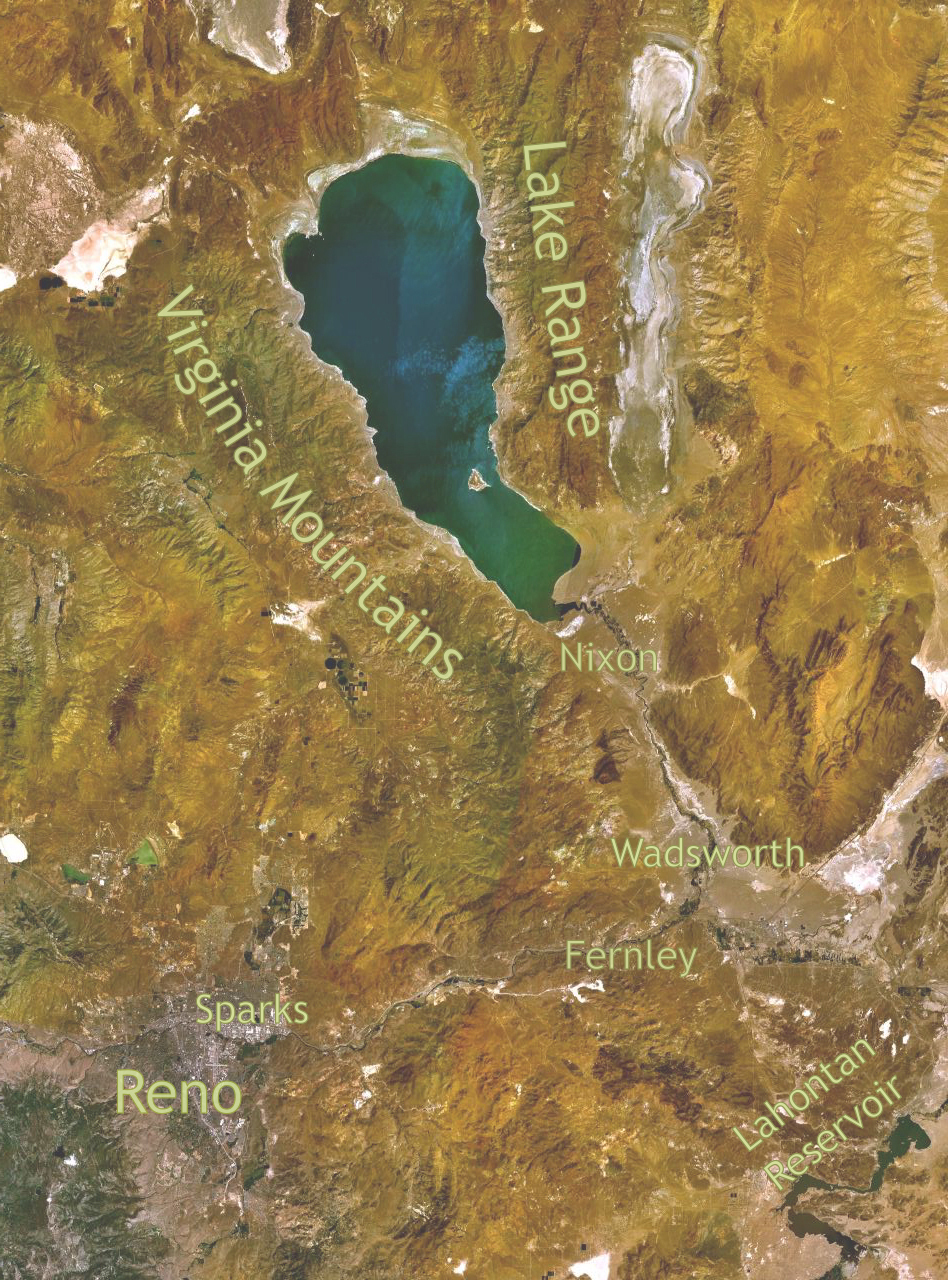
موقعیت دریاچهٔ پیرامید

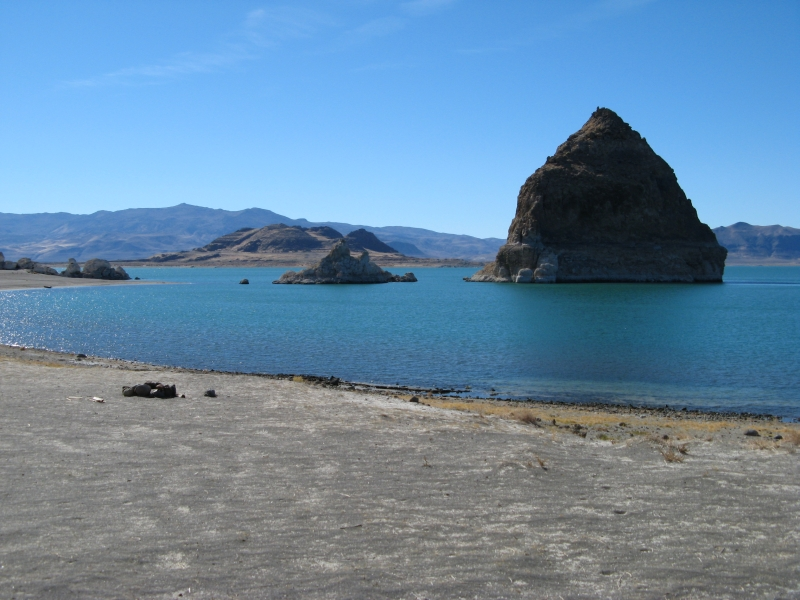
جزیرهٔ هرمی‌شکلی که دریاچه نام خود را از آن گرفته است

دریاچهٔ پیرامید (به انگلیسی: Pyramid Lake) دریاچه‌ای در غرب نوادای ایالات متحده آمریکاست که در بین لیک رنج و رشته‌کوه‌های ویرجینیا، در مکان پناهگاه سرخپوستان دریاچهٔ پیرامید قرار دارد. این دریاچه باقی‌ماندهٔ دریاچهٔ باستانی لاهونتان بوده و در در دورهٔ پلیستوسن (تقریباً در حدود ۲٬۶۰۰٬۰۰۰ تا ۱۱٬۷۰۰ سال پیش) تشکیل شده‌است.
دریاچهٔ پیرامید بزرگترین دریاچهٔ طبیعی در آمریکاست که ۴۸ کیلومتر طول و بین ۱۱ تا ۱۴ کیلومتر عرض دارد و مساحتی پیرامون ۴۸۷ کیلومتر مربع را اشغال می‌کند. این دریاچه از سمت جنوبِ خود توسط رود تروکی تغذیه می‌شود. دریاچهٔ پیرامید همچنین زیستگاه ماهی در خطر انقراض کوئی-اوئی است که زمانی خوراک اصلی مردمان پایوت را تشکیل می‌داد.
جان فرمونت، سرباز و مکتشف آمریکایی در سال ۱۸۴۴ به این دریاچه رسید و آن را با توجه به بزرگترین جزیرهٔ آتشفشانی آن که از دیدگاه او به هرم بزرگ خئوپس شباهت داشت دریاچهٔ پیرامید یا دریاچهٔ هرم نام نهاد. همچنین در سال ۱۹۱۳ و به فرمان رئیس‌جمهور وقت آمریکا، وودرو ویلسون، جزیره آناهوی دریاچهٔ پیرامید به‌عنوان پناهگاه ملی حیات وحش اعلام گردید. این پناهگاه یکی از مهم‌ترین زیستگاه‌های پرندگان آبچری همچون قره‌غاز، حواصیل بزرگ آبی و مرغ دریایی است و یکی از ۸ مکان لانه‌سازی مرغ سقای سفید در غرب ایالات متحده به‌شمار می‌رود. این پناهگاه بر روی بازدید عمومی بسته است.